# Zgromadzenie Narodowe (Botswana)
Zgromadzenie Narodowe (National Assembly) – de facto jedyna izba parlamentu Botswany i tym samym główny organ władzy ustawodawczej w tym kraju. 
Formalnie, zgodnie z sekcją 57. konstytucji Botswany, parlament jest dwuizbowy i składa się ze Zgromadzenia oraz z prezydenta. Obie izby obradują wspólnie, co w praktyce oznacza, iż prezydent posiada prawo swobodnego uczestnictwa w posiedzeniach Zgromadzenia, łącznie z udziałem w głosowaniach. Ponadto ma prawo wskazania czterech tzw. specjalnych członków Zgromadzenia, którzy zasiadają w nim na podstawie jego nominacji. Szóstym członkiem nie pochodzącym z wyborów jest z urzędu prokurator generalny Botswany. Liczba wybieralnych członków wynosi 57 osób (co oznacza, iż łącznie Zgromadzenie liczy 63 członków). Przy ich wyłanianiu stosowane są jednomandatowe okręgi wyborcze i ordynacja większościowa.
W wielu opracowaniach za drugą izbę parlamentu Botswany mylnie uważana jest Izba Wodzów. W rzeczywistości jest ona organem konstytucyjnym, któremu poświęcona jest cała część III konstytucji, lecz nie stanowi części parlamentu.

## Zobacz także
- Lista przewodniczących Zgromadzenia Narodowego Botswany